# Variável de longo período

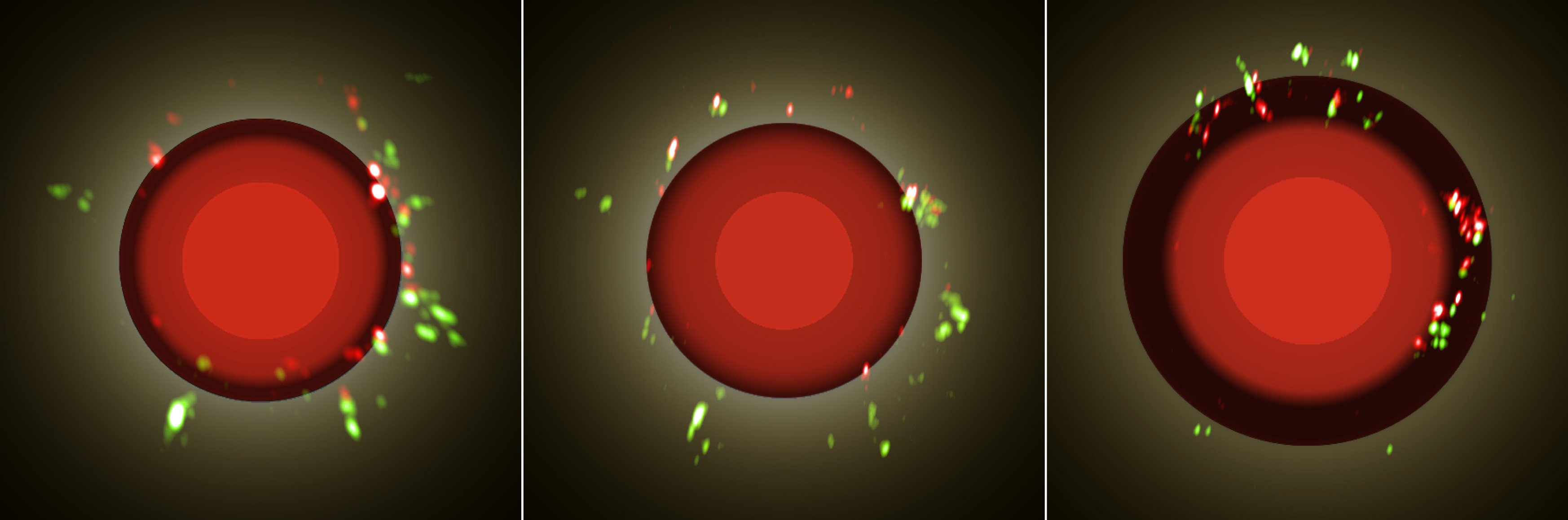
Ilustração das pulsações de S Orionis, mostrando produção de poeira e masers (ESO)

Variável de longo período (long-period variable, abreviado LPV) é um termo genérico que pode se referir a diversos grupos de estrelas variáveis pulsantes frias.

## Classificação
O General Catalogue of Variable Stars não define uma categoria de variáveis de longo período, mas descreve as variáveis Mira como variáveis de longo período. O termo foi usado pela primeira vez no século XIX, antes de classificações mais precisas para estrelas variáveis, e se referia a um grupo de estrelas que eram conhecidas por terem variabilidade de brilho da ordem de centenas de dias. Na metade do século XX, já era conhecido que variáveis de longo período são estrelas gigantes de baixa temperatura. A relação entre variáveis Mira, variáveis semirregulares e outros tipos de estrelas pulsantes estava sendo investigada e o termo variável de longo período era normalmente restrito às estrelas pulsantes mais frias, quase todas variáveis Mira. Variáveis semirregulares eram consideradas intermediárias entre as variáveis de longo período e as Cefeidas.
Após a publicação do General Catalogue of Variable Stars, tanto as variáveis Mira como as semirregulares, especialmente as de tipo SRa, eram frequentemente consideradas variáveis de longo período.  Atualmente, na definição mais ampla, variáveis de longo período incluem variáveis Mira, semirregulares, irregulares lentas, e gigantes vermelhas de baixa amplitude do OGLE (OSARGs), incluindo estrelas gigantes e supergigantes. As OSARGs não são normalmente tratadas como variáveis de longo período, e muitos autores continuam a usar o termo de forma restrita para se referir apenas às variáveis Mira e semirregulares, ou apenas às Mira.
A seção de variáveis de longo período da AAVSO inclui não apenas as variáveis Mira, semirregulares e irregulares lentas, mas também as variáveis RV Tauri, outro tipo de estrela fria com variações lentas. Isso inclui as estrelas SRc e Lc que são supergigantes frias com variabilidade semirregular e irregular lenta, respectivamente. Pesquisas mais recentes têm focado nas variáveis de longo período apenas como estrelas AGB ou da ponta do RGB. As recém-classificadas OSARGs são de longe a mais numerosa dessas estrelas, compreendendo uma alta proporção das gigantes vermelhas.

## Propriedades

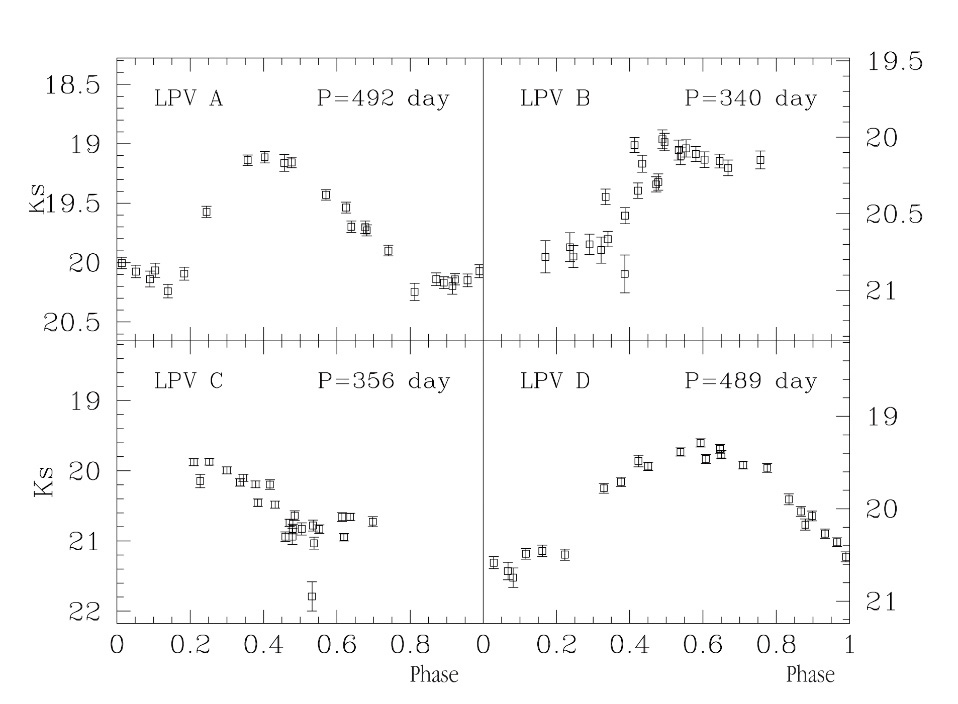
Curva de luz de quatro variáveis Mira na galáxia Centaurus A

Variáveis de longo período são estrelas variáveis pulsantes, frias, gigantes ou supergigantes, com períodos de cerca de cem dias, ou apenas alguns dias no caso das OSARGs, até mais de mil dias. Em alguns casos, as variações são irregulares demais para um período ser identificado, apesar de ser desconhecido se essas estrelas realmente são aperiódicas.
Variáveis de longo período têm tipos espectrais de F ou mais frios, a maioria sendo de classe espectral M, S ou C. Muitas das estrelas mais vermelhas no céu, como Y CVn, V Aql e VX Sgr, são variáveis de longo período.
A maioria das variáveis de longo período, incluindo todas as variáveis Mira, são estrelas do segmento de pulsos termais do ramo assintótico das gigantes e possuem luminosidades milhares de vezes superior à solar. Algumas variáveis semirregulares e irregulares são gigantes menos luminosas, enquanto outras são supergigantes mais luminosas incluindo algumas das maiores estrelas conhecidas como VY CMa.

## Períodos secundários longos
Entre um quarto e metade das variáveis de longo período apresentam variações de brilho muito lentas com uma amplitude de até uma magnitude na faixa visível, e um período cerca de dez vezes superior ao período de pulsação primário. Esses são chamadas períodos secundários longos. A causa de sua existência é desconhecida. Possíveis explicações incluem interações em sistemas binários, formação de poeira, rotação, ou oscilações não radiais, mas todas têm problemas e não explicam todas as observações.

## Pulsações
A maioria das variáveis Mira pulsam no modo fundamental, enquanto as variáveis semirregulares e irregulares no AGB pulsam no primeiro, segundo, ou terceiro sobretom. Muitas das variáveis de longo período menos regulares pulsam em mais de um modo.
Períodos secundários longos não podem ser causados por pulsações radiais no modo fundamental ou em um de seus harmônico, mas podem ser causados por pulsações não radiais.